# Ericydnus niger
Ericydnus niger är en stekelart som beskrevs av Svetlana N. Myartseva 1980. Ericydnus niger ingår i släktet Ericydnus och familjen sköldlussteklar.
Artens utbredningsområde är Turkmenistan. Inga underarter finns listade i Catalogue of Life.